# Makiling

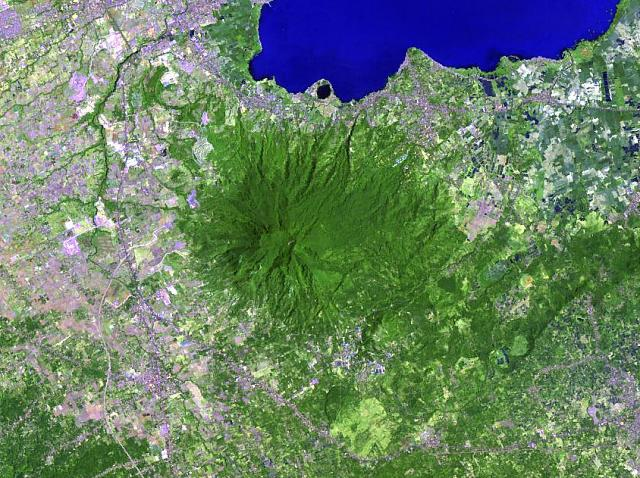
Imagen de la NASA, vista del monte Makiling

El monte Makiling es un volcán potencialmente activo de 1.109 metros de altura en la provincia filipina de La Laguna. Está solamente a treinta kilómetros de Manila. 
La provincia de La Laguna es una de las seis provincias que abarcan la región secundaria del pasillo de crecimiento de la región meridional tagala (Región IV-A), que están a lo largo de las trayectorias de expansión del área metropolitana de Manila.

## Jardín Botánico del Monte Makiling
La Universidad de Filipinas en Los Baños es designado como el guardián oficial del Makiling, y el Jardín Botánico del Monte Makiling, también denominado Jardín Botánico de la Universidad de Filipinas (inglés: University of the Philippines Botanical Garden), es un jardín botánico que se encuentra al pie del Makiling en el municipio de Los Baños.

### Historia
La reserva del bosque de Makiling (MFR) fue establecida en 1910. 
En 1920 fue declarada como jardín botánico nacional. 
En 1960, la administración de la reserva fue transferida a la Universidad de las Filipinas y en 1996 el College of Forestry se convirtió en la entidad rectora en poner en ejecución el plan maestro de FMR.

### Colecciones
El Jardín Botánico de la Universidad de Filipinas es como un bosque de grandes árboles de dipterocarpos. Su principal valor estriba en su vegetación natural no contaminada y silvestre. La disposición del jardín y sus senderos asfaltados, se adaptan al terreno montañoso del Makiling, siendo un lugar ideal para ir de excursión. Otra atracción del jardín botánico es la piscina, situada en la parte alta del jardín.
Mucha de la flora del Makiling se muestra en el jardín botánico del MFR, un ámbito protegido para la flora y la fauna del MFR. En el jardín botánico, hay una senda donde se puede experimentar un ecosistema de bosque tropical auténtico, a lo largo del cual hay varios arroyos que lo atraviesan. 
Aparte de una selva tropical mezclada de dipterocarpos y el bosque cubierto de musgo, el MFR tiene más de 2.000 plantas de flor, 291 especies de helechos, 211 de musgos y centenares de algas y de hongos.
También alberga a 181 especies de pájaros, a 45 de mamíferos, a 22 de anfibios y de millares de insectos y a los artrópodos, 65 de reptiles (los lagartos y las serpientes) incluyendo especies endémicas, como el mabouya de Cuming.